# Niên đại học thụ mộc

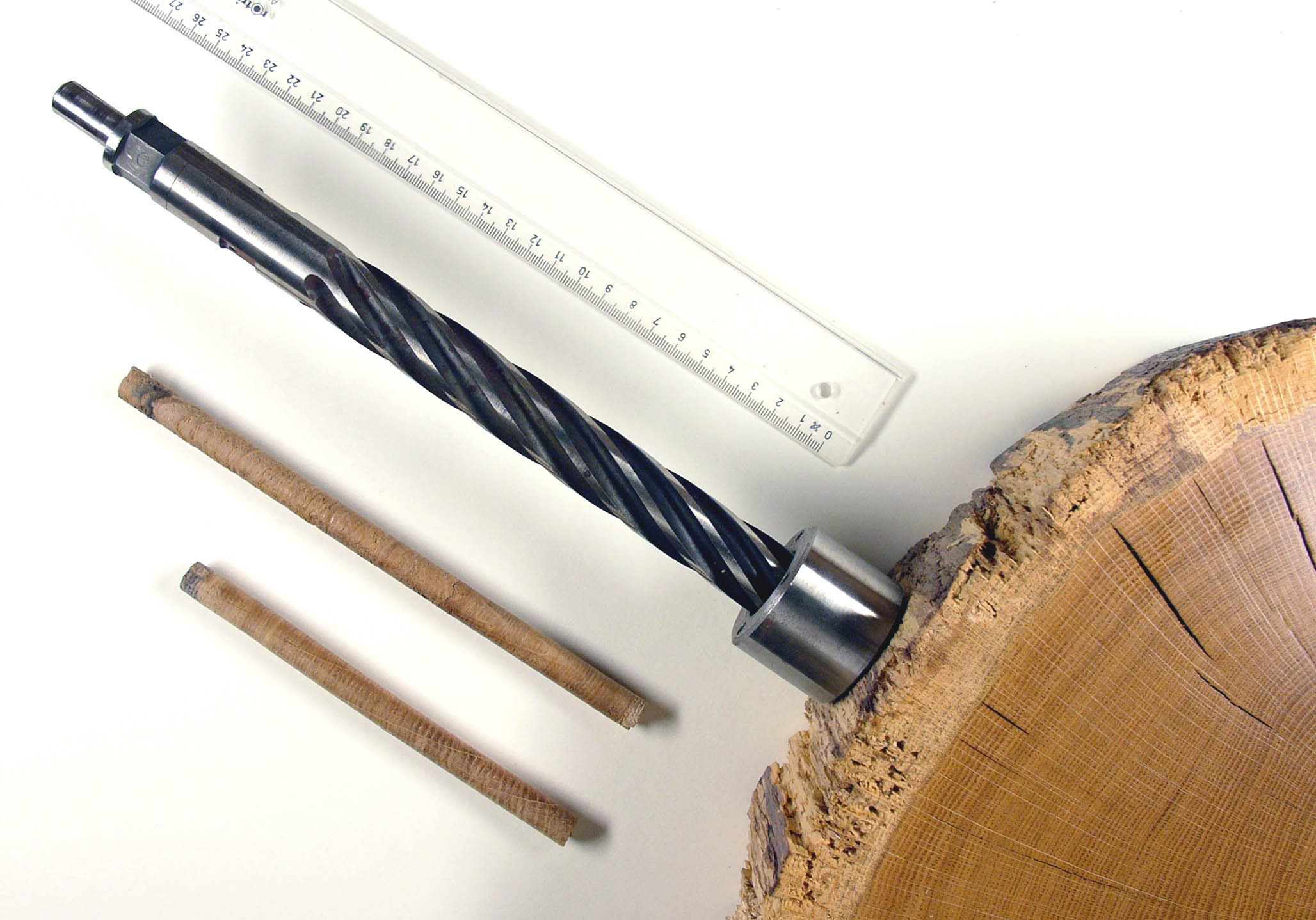
Máy khoan lấy mẫu vòng gỗ hàng năm và đếm vòng tăng trưởng

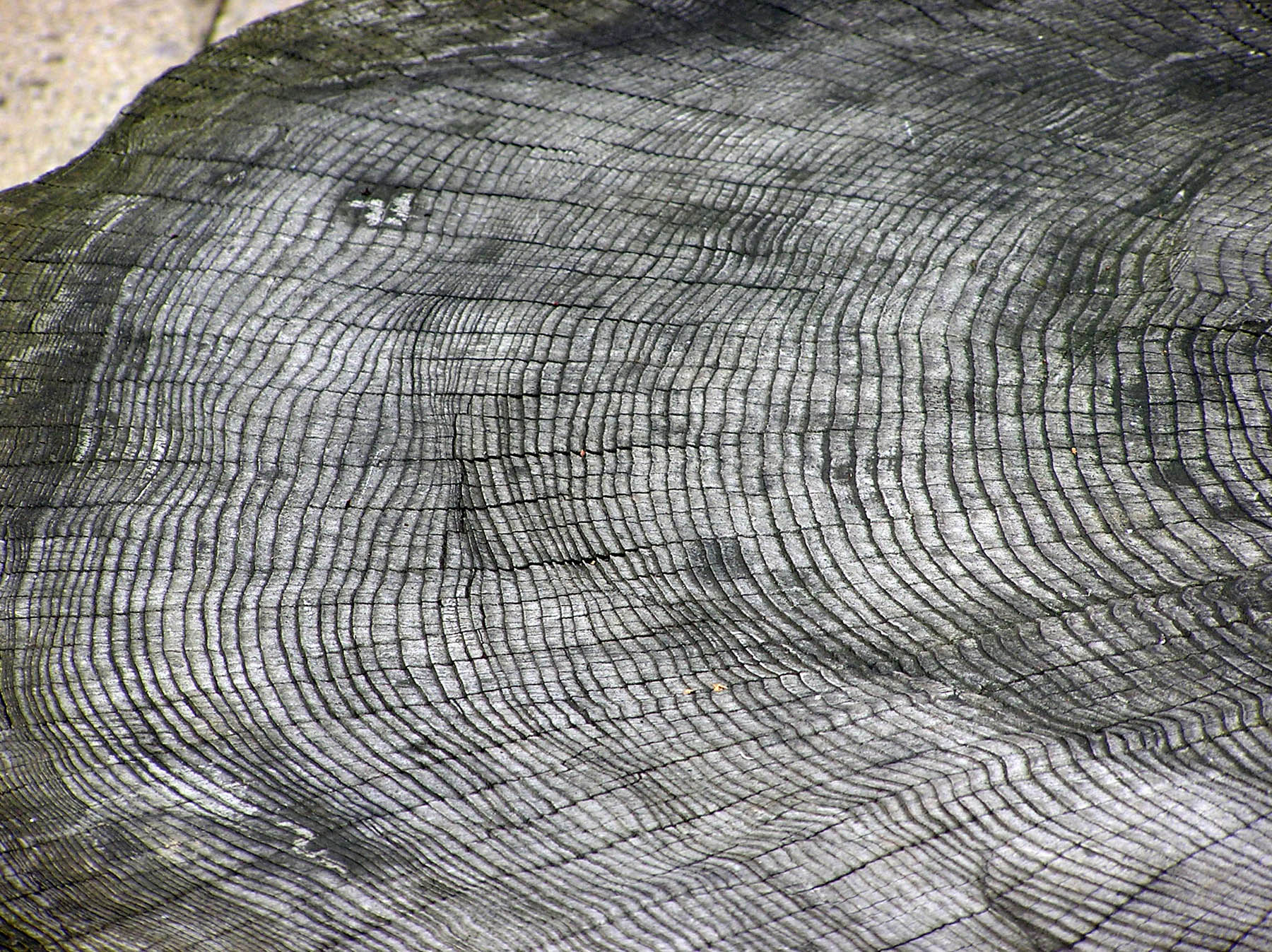
Vòng sinh trưởng của một cây ở Thảo cầm viên Bristol, Anh. Mỗi vòng gỗ tượng trưng cho một năm; các vòng bên ngoài gần vỏ cây là trẻ nhất

Niên đại học thụ mộc (tiếng Anh: dendrochronology hoặc tree-ring dating) là phương pháp khoa học xác định niên đại của cây gỗ theo đúng số năm chúng sinh sống. Cùng với việc xác định tuổi cây, điều này có thể cung cấp dữ liệu cho ngành khí hậu học, hỗ trợ nghiên cứu về khí hậu và điều kiện khí quyển trong các giai đoạn khác nhau trong lịch sử từ vòng gỗ hàng năm. Thuật ngữ tiếng Anh của niên đại học thụ mộc là dendrochronology, bắt nguồn từ tiếng Hy Lạp cổ đại δένδρον - dendron, nghĩa là "cây", và χρόνος - khronos, nghĩa là "thời gian" và -λογία (-logia) có nghĩa là "nghiên cứu về".
Niên đại học thụ mộc rất hữu ích để xác định tuổi chính xác của cây gỗ, đặc biệt là những mẫu quá gần đây nên không sử dụng phương pháp xác định niên đại bằng carbon phóng xạ, kết quả của phương pháp carbon-14 có sai số là các khoảng thời gian rất lớn. Để biết chính xác ngày cây chết, cần phải thu mẫu đầy đủ đến sát vỏ cây, điều mà hầu hết gỗ chế biến không có. Nó cũng cung cấp dữ liệu về thời gian của các sự kiện và tốc độ thay đổi trong môi trường (nổi bật nhất là khí hậu) và cả trong gỗ được tìm thấy trong khảo cổ học hoặc các tác phẩm nghệ thuật và kiến trúc. Nó cũng được sử dụng để kiểm tra niên đại carbon phóng xạ để hiệu chỉnh tuổi carbon phóng xạ.
Sự phát triển mới của cây thân gỗ xảy ra ở tượng tầng, một loại mô phân sinh gần vỏ cây. Tốc độ tăng trưởng của cây thay đổi theo một mô hình có thể dự đoán được trong suốt cả năm để đáp ứng với những thay đổi khí hậu theo mùa, dẫn đến các vòng tăng trưởng dễ thấy được. Mỗi vòng gỗ hàng năm đánh dấu một chu kỳ hoàn chỉnh của các mùa hoặc một năm trong vòng đời của cây. Dữ liệu từ niên đại học thụ mộc còn được dùng để hiệu chỉnh cho phương pháp carbon phóng xạ chính xác đến 13.910 năm trước. Một phương pháp mới dựa trên việc đo lường sự biến đổi của các đồng vị oxy trong mỗi vòng gỗ hàng năm và cách này được sử dụng trên các mẫu không phù hợp với phương pháp niên đại thụ mộc vì có quá ít hoặc các vòng quá giống nhau.

## Lịch sử nghiên cứu
Nhà thực vật học Hy Lạp Theophrastos (khoảng 371 – khoảng 287 TCN) lần đầu tiên đề cập rằng gỗ của cây có các vòng. Trong tác phẩm Trattato della Pittura (Luận về hội họa), Leonardo da Vinci (1452–1519) lần đầu tiên đề cập rằng cây cối hình thành các vòng gỗ hàng năm và độ dày của chúng được xác định bởi các điều kiện mà chúng lớn lên. Năm 1737, nhà thực vật học người Pháp Henri-Louis Duhamel du Monceau và Georges-Louis Leclerc de Buffon đã kiểm tra ảnh hưởng của các điều kiện sinh trưởng đối với hình dạng của các vòng gỗ thân cây. Họ phát hiện ra rằng vào năm 1709, một mùa đông khắc nghiệt đã tạo ra các vòng gỗ sẫm màu rõ rệt, được dùng làm tài liệu tham khảo cho các nhà tự nhiên học châu Âu sau này. Tại Hoa Kỳ, Alexander Catlin Twining (1801–1884) đã đề xuất vào năm 1833 rằng các vòng gỗ hàng năm có thể được sử dụng để đồng bộ hóa niên đại của các loại cây khác nhau và nhờ đó tái tạo lại khí hậu trong quá khứ trên toàn bộ khu vực. Nhà bác học người Anh Charles Babbage đã đề xuất sử dụng phương pháp niên đại học thụ mộc để xác định niên đại của phần còn lại của cây trong đầm lầy than bùn hoặc thậm chí trong các tầng địa chất (1835, 1838).
Trong nửa sau của thế kỷ 19, nghiên cứu khoa học về vòng gỗ hàng năm và ứng dụng của niên đại học thụ mộc đã bắt đầu. Năm 1859, Jacob Kuechler, người Mỹ gốc Đức (1823–1893) đã sử dụng phương pháp xác định niên đại chéo (crossdating) để kiểm tra cây Sồi (Quercus stellata) nhằm nghiên cứu hồ sơ về khí hậu ở miền tây Texas. Năm 1866, nhà thực vật học, côn trùng học và người trồng rừng người Đức Julius Theodor Christian Ratzeburg (1801–1871) đã quan sát thấy tác động của sự rụng lá trên các vòng gỗ do sự phá hoại của côn trùng. Đến năm 1882, quan sát này đã xuất hiện trong sách giáo khoa về lâm nghiệp. Vào những năm 1870, nhà thiên văn học người Hà Lan Jacobus Kapteyn (1851–1922) đã sử dụng phương pháp xác định niên đại chéo để tái tạo lại khí hậu của Hà Lan và Đức. Năm 1881, nhà lâm nghiệp Thụy Sĩ-Áo Arthur von Seckendorff-Gudent (1845–1886) đã sử dụng phương pháp xác định niên đại chéo. Từ năm 1869 đến năm 1901, Robert Hartig (1839–1901), một giáo sư người Đức về bệnh học rừng, đã viết một loạt bài báo về giải phẫu và sinh thái học của các vòng gỗ hàng năm. Năm 1892, nhà vật lý người Nga Fedor Nikiforovich Shvedov (Фёдор Никифорович Шведов; 1841–1905) viết rằng ông đã sử dụng các mẫu vòng gỗ hàng năm để dự đoán hạn hán vào năm 1882 và 1891.
Trong nửa đầu thế kỷ 20, nhà thiên văn học A. E. Douglass đã thành lập Phòng thí nghiệm Nghiên cứu Vòng gỗ hàng năm tại Đại học Arizona. Douglass tìm cách hiểu rõ hơn về chu kỳ Mặt Trời và lập luận rằng những thay đổi trong hoạt động của mặt trời sẽ ảnh hưởng đến các kiểu khí hậu trên trái đất, mà điều này sẽ được ghi lại bằng các kiểu phát triển vòng gỗ hàng năm (tức là vết đen mặt trời → khí hậu → vòng cây).

## Phương pháp nghiên cứu

### Vòng gỗ hàng năm

Biểu đồ sinh trưởng thứ cấp trong cây thân gỗ thể hiện qua các mặt cắt dọc và ngang. Một lớp gỗ mới được thêm vào trong mỗi mùa sinh trưởng, làm dày thân, cành và rễ hiện có để tạo thành vòng gỗ hàng năm.

Các mặt cắt ngang cắt qua thân cây để lộ các vòng sinh trưởng, chính xác hơn là vòng gỗ hàng năm. Vòng gỗ hàng năm là kết quả của sự phát triển mới trong các lớp của tầng sinh mạch, tạo ra một lớp tế bào gần vỏ cây gọi là mô phân sinh bên; sự tăng trưởng về đường kính này được gọi là sinh trưởng thứ cấp. Các vòng gỗ này là kết quả của sự sinh trưởng qua các mùa trong năm; một vòng thường đánh dấu một năm trôi qua trong vòng đời của cây. Loại bỏ vỏ cây ở một khu vực cụ thể có thể gây móp méo các vòng gỗ sau này.
Các vòng gỗ rõ ràng và khác biệt hơn ở những cây mọc ở ôn đới, nơi các mùa khác nhau rõ rệt hơn. Phần bên trong của vòng sinh trưởng hình thành vào đầu mùa sinh trưởng, khi cây sinh trưởng tương đối nhanh (do đó mật độ gỗ ít hơn) và được gọi là "gỗ sớm" (hoặc "gỗ xuân", hoặc "gỗ xuân muộn"); phần bên ngoài là "gỗ muộn" (đôi khi được gọi là "gỗ mùa hè" vì thường được sản xuất vào mùa hè, đôi khi vào mùa thu) và mật độ gỗ nhiều hơn.

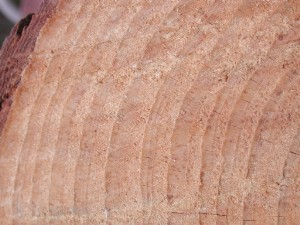
Mặt cắt thân cây Pinus taeda cho thấy các vòng gỗ hàng năm ở Cheraw, Nam Carolina

Nhiều cây ở vùng ôn đới tạo ra một vòng sinh trưởng mỗi năm, vòng mới nhất tiếp giáp với vỏ cây. Do đó, trong toàn bộ thời gian sống của cây, một dữ liệu hàng năm thông qua vòng gỗ được hình thành phản ánh tuổi của cây và điều kiện khí hậu mà cây đã phát triển. Độ ẩm đầy đủ và một mùa sinh trưởng dài dẫn đến vòng rộng và sáng, trong khi một năm hạn hán có thể dẫn đến vòng rất hẹp và tối.
Việc đọc trực tiếp niên đại của các vòng gỗ hàng năm là một môn khoa học phức tạp vì nhiều lý do. Đầu tiên, trái ngược với mô hình một vòng mỗi năm, các điều kiện thuận lợi và khó khăn xen kẽ, chẳng hạn như ấm áp vào giữa mùa xuân và lạnh giá vào mùa đông, có thể dẫn đến một số vòng gỗ hình thành trong một năm nhất định. Ngoài ra, một số loài cây cụ thể có thể có "các vòng bị thiếu" và điều này ảnh hưởng đến việc lựa chọn cây để nghiên cứu về các khoảng thời gian dài. Trường hợp thiếu vòng gỗ này dù rất hiếm, nhưng có xuất hiện ở chi Sồi và chi Du.
Các cây sống trong cùng một khu vực có xu hướng phát triển các vòng gỗ giống nhau trong một khoảng thời gian nhất định. Các nhà nghiên cứu có thể so sánh và đối chiếu các mẫu này theo từng vòng gỗ với các mẫu từ các cây mọc cùng thời điểm trong cùng một khu vực địa lý (có các điều kiện khí hậu tương tự). Khi có thể xếp khớp các mẫu vòng cây này trên các cây liên tiếp trong cùng một địa điểm, theo kiểu chồng chập lên nhau, thì có thể xây dựng trình tự thời gian cho toàn bộ khu vực địa lý và cho các tiểu khu vực. Hơn nữa, gỗ từ các cấu trúc cổ xưa với niên đại đã biết có thể được so khớp với dữ liệu vòng cây (một kỹ thuật gọi là xác định niên đại chéo) và nhờ đó tuổi của cây gỗ có thể được xác định chính xác. Các nhà nghiên cứu niên đại học thụ mộc ban đầu tiến hành xác định niên đại bằng cách kiểm tra trực quanː đếm vòng gỗ; gần đây hơn, họ dùng máy tính để thực hiện nhiệm vụ, áp dụng các kỹ thuật thống kê để đánh giá sự phù hợp. Để loại bỏ các trường hợp ngoại lệ trong sự phát triển của vòng cây, các nhà nghiên cứu lấy giá trị trung bình độ rộng vòng gỗ của của nhiều mẫu cây đã được làm mịn để xây dựng lịch sử vòng gỗ. Lịch sử vòng gỗ không xác định ngày bắt đầu và ngày kết thúc được gọi là niên đại biến động (floating chronology). Nó có thể được xác định cụ thể bằng cách đối sánh chéo với một niên đại khác (lịch sử vòng cây) có ngày chính xác hơn.
Một số niên đại đã hoàn toàn được xác định và khớp chéo, ví dụ như trường hợp gỗ sồi và gỗ thông ở trung tâm châu Âu có niên đại 12.460 năm, hoặc niên đại của gỗ sồi có từ 7.429 năm ở Ireland và 6.939 năm ở Anh. So sánh tuổi carbon phóng xạ và dùng niên đại học thụ mộc hỗ trợ tính nhất quán của hai phương pháp độc lập này. Một niên đại được xác định đầy đủ khác kéo dài 8.500 năm tồn tại ở cây thông lông cứng ở Tây Nam Hoa Kỳ (Núi Trắng ở California).

### Phương trình niên đại thụ mộc

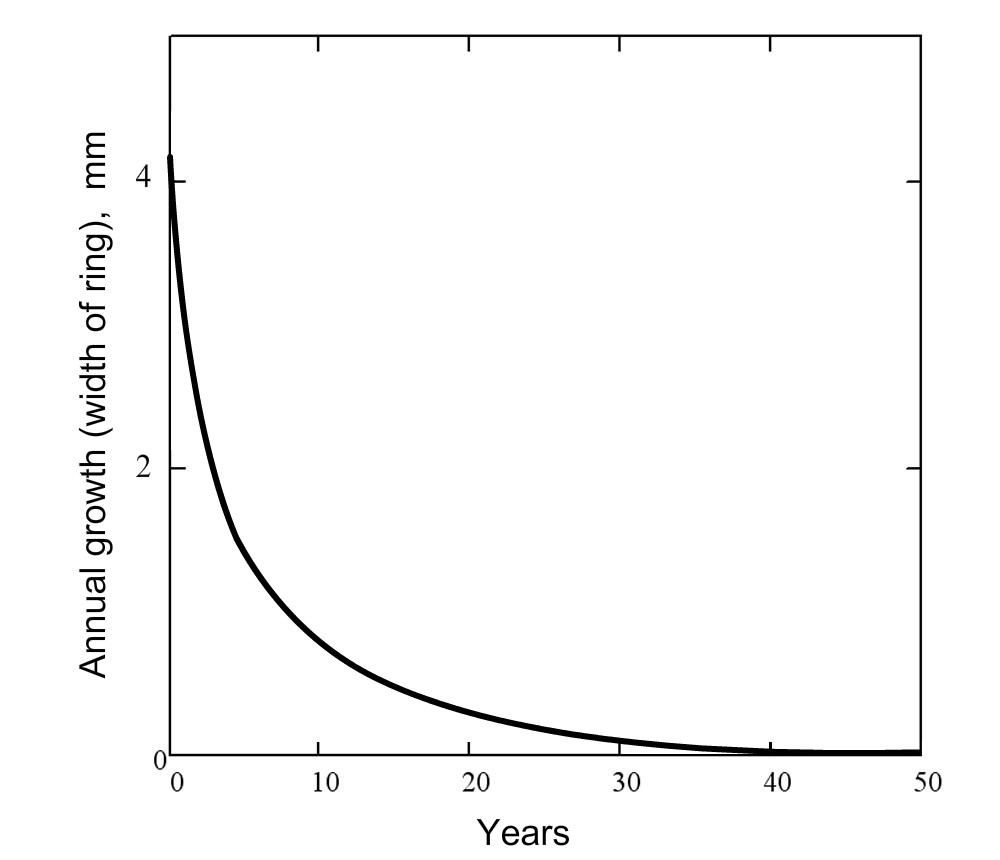
Một dạng đồ thị điển hình của hàm chiều rộng vòng gỗ theo phương trình niên đại thụ mộc

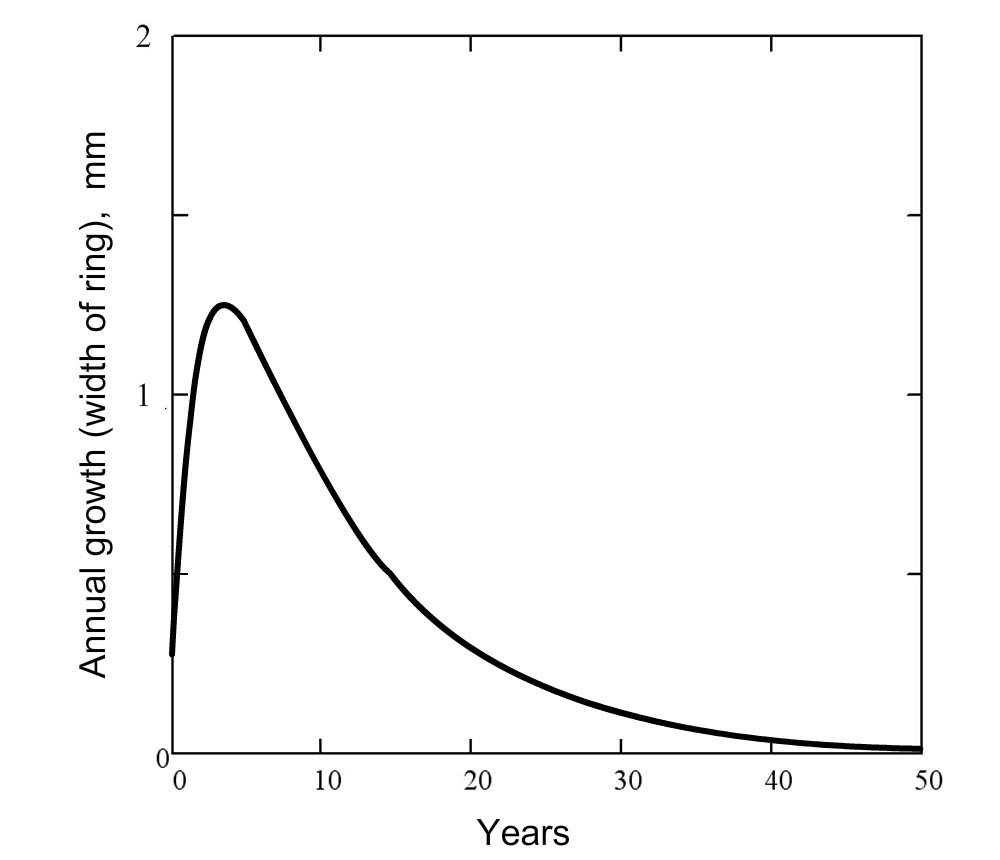
Một dạng chức năng điển hình của vòng gỗ (theo phương trình niên đại thụ mộc) với sự gia tăng chiều rộng của vòng gỗ ở giai đoạn ban đầu

Phương trình niên đại thụ mộc xác định quy luật tăng trưởng của các vòng gỗ hàng năm. Phương trình được đề xuất bởi nhà sinh lý học người Nga Alexandr N. Tetearing trong tác phẩm "Theory of populations" (tạm dịchː Lý thuyết quần thể) dưới dạng:
{\displaystyle \Delta L(t)={\frac {1}{k_{v}\,\rho ^{\frac {1}{3}}}}\,{\frac {d\left(M^{\frac {1}{3}}(t)\right)}{dt}},}
trong đó ΔL là độ rộng vòng gỗ hàng năm, t là thời gian (tính bằng năm), ρ là khối lượng riêng của gỗ, kv là hệ số tỷ lệ, M(t) là hàm khối lượng sinh trưởng của cây.
Bỏ qua các dao động hình sin tự nhiên của khối lượng cây, công thức cho sự thay đổi độ rộng vòng gỗ hàng năm là:
{\displaystyle \Delta L(t)=-{\frac {c_{1}e^{-a_{1}t}+c_{2}e^{-a_{2}t}}{3k_{v}\rho ^{\frac {1}{3}}\left(c_{4}+c_{1}e^{-a_{1}t}+c_{2}e^{-a_{2}t}\right)^{\frac {2}{3}}}}}
trong đó c1, c2 và c4 là hệ số tỷ lệ, a1 và a2 là các hằng số dương.
Công thức này rất hữu ích để tính gần đúng dữ liệu mẫu trước khi chuẩn hóa dữ liệu. Các dạng điển hình của hàm ΔL(t) của vòng gỗ hàng năm được thể hiện trong các hình.

### Lấy mẫu và phân tích
Niên đại học thụ mộc cho phép dùng các mẫu vật đã chết để xác định niên đại chính xác tới một năm cụ thể. Đơn vị ngày thường được thể hiện dưới dạng năm dương lịch ước tính, ký hiệu B.P. (Before Present) có nghĩa là "trước hiện tại", trong đó "hiện tại" đề cập đến ngày 1 tháng 1 năm 1950.
Các lõi gỗ được lấy mẫu và dùng để đo chiều rộng của các vòng sinh trưởng hàng năm; bằng cách lấy mẫu từ các địa điểm khác nhau trong một khu vực cụ thể, các nhà nghiên cứu có thể xây dựng một chuỗi lịch sử toàn diện. Các kỹ thuật của niên đại học thụ mộc phù hợp hơn ở những khu vực mà cây cối mọc trong các điều kiện cận biên như khô cằn hoặc bán khô cằn nơi sự phát triển của vòng gỗ hàng năm nhạy cảm hơn với môi trường, thay vì ở những khu vực ẩm ướt nên sự phát triển của vòng gỗ đồng đều hơn. Ngoài ra, một số chi cây phù hợp cho loại phân tích vòng gỗ này. Ví dụ, các loài thông bristlecone đặc biệt sống lâu và phát triển chậm và đã được sử dụng rộng rãi trong niên đại học thụ mộc; mẫu vật còn sống và đã chết của loài này cung cấp vòng gỗ có từ hàng nghìn năm trước, ở một số vùng hơn 10.000 năm. Hiện tại, khoảng thời gian tối đa cho niên đại được tính toán đầy đủ là hơn 11.000 năm B.P.
IntCal20 là "Đường cong hiệu chỉnh tuổi carbon phóng xạ" năm 2020, cung cấp chuỗi ngày carbon-14 được hiệu chỉnh tính từ 55.000 năm trước. Phần gần đây nhất, cách đây 13.900 năm, dựa trên các vòng gỗ hàng năm.

### Trình tự tham chiếu
Niên đại tính cho châu Âu bắt nguồn từ các cấu trúc bằng gỗ cho thấy có một sự gián đoạn xây dựng, trùng hợp với Cái Chết Đen.. Tuy nhiên, vẫn tồn tại những niên đại không gián đoạn từ thời tiền sử, ví dụ như niên đại của Đan Mạch có từ năm 352 trước Công nguyên.
Với một mẫu vòng gỗ, sự thay đổi của sự phát triển vòng cây không chỉ cung cấp sự phù hợp theo năm mà còn có thể phù hợp với vị trí vì khí hậu thay đổi từ nơi này sang nơi khác. Điều này cho phép xác định nguồn gốc của các con tàu cũng như các đồ tạo tác nhỏ hơn làm từ gỗ được vận chuyển trên một quãng đường dài, ví dụ như các tấm tranh và gỗ đóng tàu.

### Ghi nhận bão mặt trời
Các cơn bão mặt trời có niên đại đã biết, chẳng hạn như các cơn bão vào năm 774-775 và 993-994, có thể cung cấp một điểm tham chiếu thời gian khi chúng gây ra sự gia tăng đột biến carbon 14 trong các vòng gỗ hàng năm trong năm đó trên toàn thế giới. Ví dụ, những ngôi nhà gỗ ở di chỉ Viking tại L'Anse aux Meadows ở Newfoundland đã được xác định niên đại bằng đo sự gia tăng nồng độ carbon-14 trong vòng gỗ do tia vũ trụ gây ra vào năm  993, cho thấy gỗ được lấy từ một cây bị đốn vào năm 1021.

## Các ứng dụng

### Hiệu chuẩn xác định niên đại bằng carbon phóng xạ
Ngày được đo từ niên đại học thụ mộc có thể được sử dụng để hiệu chuẩn và kiểm tra niên đại bằng carbon phóng xạ. Điều này có thể được thực hiện bằng cách so sánh niên đại của carbon phóng xạ đối với các chuỗi niên đại dài tính từ niên đại học thụ mộc, ví dụ như dùng cây thông nón gai California ở Arizona được sử dụng để phát triển phương pháp hiệu chuẩn này có tuổi thọ lên đến 4900 năm, ngoài việc sử dụng mẫu vật là một chuỗi niên đại vòng gỗ hàng năm rất dài, không bị gián đoạn (có niên đại khoảng năm 6700 trước Công nguyên). Các nghiên cứu bổ sung về cây sồi châu Âu, chẳng hạn như niên đại ở Đức được tính khoảng năm 8500 trước Công nguyên, cũng có thể được sử dụng để sao lưu và hiệu chỉnh thêm niên đại của carbon phóng xạ.

### Khí hậu học
Niên đại học khí hậu là khoa học xác định khí hậu trong quá khứ từ cây thân gỗ, chủ yếu từ các đặc tính của vòng gỗ hàng năm. Các tính chất khác của vòng gỗ hàng năm, chẳng hạn như mật độ gỗ muộn tối đa (maximum latewood density - MXD) đã được chứng minh là đại diện tốt hơn so với chiều rộng vòng gỗ hàng năm. Sử dụng các vòng gỗ hàng năm có thể ước tính nhiều vùng khí hậu địa phương từ hàng trăm đến hàng nghìn năm trước.

### Lịch sử mỹ thuật

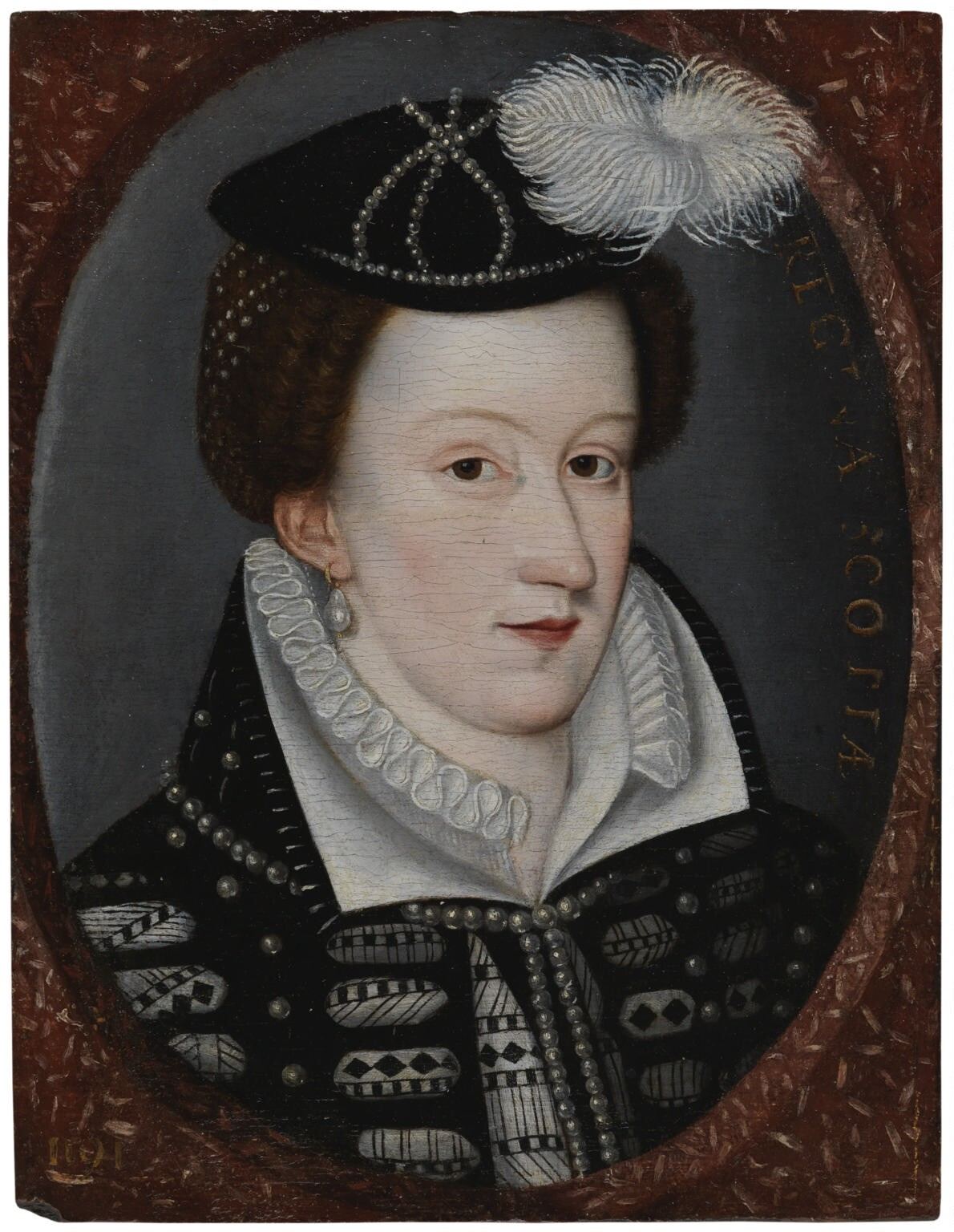
Một bức chân dung của Mary I của Scotland, được xác định có niên đại từ thế kỷ 16 bằng phương pháp niên đại học thụ mộc

Niên đại học thụ mộc đã trở nên quan trọng đối với các nhà sử học nghệ thuật trong việc xác định niên đại của tranh bảng gỗ (tạm dịch từ panel painting). Tuy nhiên, không giống như việc phân tích các mẫu từ các tòa nhà có thể gửi đến phòng thí nghiệm, các giá đỡ bằng gỗ cho các bức tranh thường phải được đo tại các cơ quan bảo tồn tranh của bảo tàng, nơi đặt ra những hạn chế đối với các kỹ thuật có thể được sử dụng.
Ngoài việc xác định niên đại, niên đại học thụ mộc cũng có thể cung cấp thông tin về nguồn gốc của gỗ dùng trong tranh. Nhiều bức tranh Hà Lan thời kỳ đầu hóa ra được vẽ trên các tấm gỗ sồi Baltic được vận chuyển từ vùng Wisła qua các cảng của Liên minh Hanse. Tranh có thành phần từ gỗ sồi đã được sử dụng ở một số nước phía Bắc như Anh, Pháp, Đức. Các giá đỡ bằng gỗ không phải gỗ sồi hiếm khi được các họa sĩ người Hà Lan sử dụng.
Vì các tấm gỗ dày chắc đã được gia công khi sử dụng làm tranh nên phải có một số năm không thể tính chính xác khi ước tính niên đại. Các tấm gỗ được cắt bớt các vòng ngoài và thường mỗi tấm ván chỉ sử dụng một phần nhỏ bán kính của thân. Do đó, các nghiên cứu về niên đại thường dẫn đến một kết quả gọi là "terminus post quem" (giới hạn sau đó) và một ngày dự kiến cho sự xuất hiện của tấm gỗ thô dày dặn bằng cách sử dụng ước lượng về các yếu tố này. Kết quả của việc thiết lập nhiều trình tự, có thể xác định niên đại của 85–90% trong số 250 bức tranh từ thế kỷ 14 đến thế kỷ 17 được phân tích từ năm 1971 đến năm 1982; cho đến nay, một số lượng tranh lớn hơn nhiều đã được phân tích.
Một bức chân dung của Mary I của Scotland trong Phòng trưng bày Chân dung Quốc gia, London được cho là một bản sao từ tranh gốc ở thế kỷ 18. Tuy nhiên, niên đại học thụ mộc cho biết rằng gỗ có niên đại từ nửa sau của thế kỷ 16. Hiện nó được coi là một bức tranh nguyên bản từ thế kỷ 16 của một họa sĩ vô danh.
Niên đại học thụ mộc cũng đã được áp dụng cho bốn bức tranh mô tả cùng một chủ đề, đó là Đức Giê-su đuổi những người đang mua bán trong Đền Thờ (đề cập trong các sách Phúc Âm Matthew 21:12–17, Mark 11:15–19 và Luke 19:45–48). Kết quả cho thấy niên đại của gỗ quá muộn để có thể được sơn bởi Hieronymus Bosch.
Mặc dù niên đại học thụ mộc đã trở thành một công cụ quan trọng để xác định tuổi cho các tấm gỗ sồi, nhưng nó không hiệu quả trong việc xác định niên đại cho các tấm gỗ dương thường được các họa sĩ người Ý sử dụng vì cây dương có các vòng gỗ sinh trưởng thất thường hơn.
Thế kỷ 16 chứng kiến sự thay thế dần dần nguyên liệu gỗ bằng vải bạt để hỗ trợ bảo quản các bức tranh, điều đó có nghĩa là phương pháp đo niên đại bằng vòng gỗ hàng năm ít được áp dụng hơn cho các bức tranh sau này. Ngoài ra, nhiều bức tranh bảng gỗ đã được chuyển qua vải bạt hoặc các vật liệu hỗ trợ bảo quản tranh khác trong thế kỷ 19 và 20.

### Khảo cổ học
Việc xác định niên đại của các tòa nhà có kết cấu và cấu kiện bằng gỗ cũng được thực hiện bằng phương pháp niên đại học thụ mộc; khảo cổ học niên đại thụ mộc (dendroarchaeology) là thuật ngữ chỉ ứng dụng của niên đại học thụ mộc trong khảo cổ học. Mặc dù các nhà khảo cổ học có thể xác định niên đại của gỗ và thời điểm nó bị đốn hạ, nhưng khó có thể xác định chắc chắn tuổi của một tòa nhà hoặc công trình kiến trúc mà gỗ đã được sử dụng; gỗ có thể đã được tái sử dụng từ một cấu trúc cũ hơn, có thể đã bị đốn hạ và để lại trong nhiều năm trước khi sử dụng hoặc có thể được sử dụng để thay thế một mảnh gỗ bị hư hỏng. Do đó, việc xác định niên đại của tòa nhà thông qua niên đại học thụ mộc đòi hỏi kiến thức về lịch sử của công nghệ xây dựng. Nhiều dạng tòa nhà thời tiền sử đã sử dụng các "trụ" là toàn bộ thân cây non; trong đó phần dưới cùng của trụ cột này vẫn tồn tại trong lòng đất, vị trí có thể đặc biệt hữu ích cho việc xác định niên đại.
Ví dụ:
- Post Track và Sweet Track, những con đường mòn bằng gỗ cổ xưa ở Somerset Levels, Anh, đã có từ năm 3838 trước Công nguyên và năm 3807 trước Công nguyên.[45]
- Pháo đài Navan ở Ireland tiền sử là một công trình kiến trúc lớn được xây dựng với hơn hai trăm trụ. Trụ gỗ sồi trung tâm đã bị đốn hạ vào năm 95 trước Công nguyên.[46]
- Nhà Fairbanks ở Dedham, Massachusetts. Ngôi nhà từ lâu được cho là đã được xây dựng vào khoảng năm 1640 (và là ngôi nhà có khung gỗ lâu đời nhất ở Bắc Mỹ), các mẫu gỗ lấy từ một thanh dầm đã xác nhận rằng gỗ này từ một cây sồi bị đốn vào năm 1637–1638 vì gỗ không được gia công trước khi sử dụng trong xây dựng vào thời điểm đó ở New England. Một mẫu gỗ khác từ một thanh dầm khác cho ra niên đại là năm 1641, do đó xác nhận ngôi nhà đã được xây dựng bắt đầu từ năm 1638 và hoàn thành vào khoảng sau năm 1641.[47]
- Phòng chôn cất của Gorm Già, vua Đan Mạch qua đời khoảng năm 958,[48] được xây dựng từ gỗ của các loài cây bị đốn hạ vào năm 958.[44]
- Nhiều lớp vỉa hè bằng gỗ liên tiếp đã được xây dựng từ thế kỷ 10 - 15 tại thành phố Veliky Novgorod, Nga.[49]

## Đo lường, phần mềm và định dạng dữ liệu
Có nhiều định dạng tệp khác nhau được sử dụng để lưu trữ dữ liệu chiều rộng vòng gỗ hàng năm. Nỗ lực tiêu chuẩn hóa đã được thực hiện với sự phát triển của TRiDaS. Sự phát triển xa hơn dẫn đến phần mềm cơ sở dữ liệu Tellervo,  phần mềm này dựa trên định dạng tiêu chuẩn mới trong khi có thể nhập liệu từ nhiều định dạng dữ liệu khác nhau. Ứng dụng máy tính cá nhân có thể được kết nối vào các thiết bị đo lường và hoạt động với máy chủ cơ sở dữ liệu được cài đặt riêng.

## Các niên đại liên quan
Niên đại thảo mộc học (tạm dịch từ herbchronology) là một phân ngành của thực vật học phân tích các vòng gỗ hàng năm trong mạch gỗ rễ thứ cấp của cây thân thảo lâu năm. Các mô hình theo mùa tương tự cũng được nghiên cứu trong lõi băng và trong các lớp trầm tích lắng đọng trong hồ, sông hoặc đáy biển. Mô hình lắng đọng trong lõi bằng sẽ khác nhau đối với hồ đóng băng và hồ không có băng, có ảnh hưởng bởi độ mịn của trầm tích. 
Niên đại học vỏ đá vôi (tạm dịch từ sclerochronology) là một khoa học nghiên cứu về các đặc điểm vật lý và hóa học trong các mô cứng của động vật phát triển định kỳ bằng cách bồi tụ và bối cảnh thời gian mà chúng hình thành ở động vật không xương sống, tảo đỏ.
Một số cây trong họ Xương rồng dạng cột cũng biểu hiện các mô hình phát triển theo mùa thông qua đồng vị carbon và oxy trong gai của chúng (niên đại học gai thực vật - tạm dịch từ acanthochronology). Chúng được sử dụng để xác định niên đại theo cách giống như phương pháp niên đại học thụ mộc, kết hợp các phương pháp niên đại tương tự để phủ kín các khoảng trống niên đại và mở rộng phạm vi dữ liệu theo mùa có sẵn cho các nhà khảo cổ học và nhà cổ khí hậu học.
Một kỹ thuật tương tự được sử dụng để ước tính tuổi cá thông qua phân tích các vòng tăng trưởng trong đá tai.